# Юго-западные пама-ньюнгские языки
Юго-западные языки аборигенов Австралии — группа родственных языков, входящая в семью языков пама-ньюнга аборигенов Австралии. Общее число составляет, согласно базе данных Ethnologue, 52 языка.

## Классификация
Классификация приведена согласно Ethnologue.
- группа ватяри (Wadjari);
- группа вати (Wati);
- язык вирангу (Wirangu);
- группа йинката (Yinggarda);
- язык малкана (Malgana);
- язык мангала (Mangala);
- группа каняра (Kanyara);
- группа мангу (Marngu);
- язык нитятали (Nijadali (Njijapali, Nyiyabali));
- группа мининг (Mirning);
- группа нгарка (Ngarga);
- внутренняя группа нгаята (Inland Ngayarda);
- прибрежная группа нгаята (Coastal Ngayarda);
- группа нгумпин (Ngumbin);
- язык нюнгар (Nyungar);
- группа юра (Yura);